# Кубок африканських націй 2025
Кубок африканських націй 2025 — 35-й Кубок африканських націй, який відбудеться з 21 грудня 2025 року по 18 січня 2026 року в Марокко.

## Вибір країни-господарки турніру
20 вересня 2014 року Виконавчий комітет КАФ заявив, що Кубок африканських націй 2023 року пройде в Гвінеї. Ця інформація була оприлюднена на оголошенні господарів Кубків африканських націй 2019 та 2021 років. При чому оголошення господарів турніру 2023 року не було незаплановане. Гвінея була одним з претендентів на прийняття турнірів 2019 і 2021 років, проте обидва конкурси програла. Через це КАФ прийняло негайне рішення про надання цій країні наступного континентального турніру.
30 листопада 2018 року КАФ позбавив Камерун проведення Кубка африканських націй 2019 року, однак президент КАФ Ахмад Ахмад заявив, що Камерун погодився провести Кубок африканських націй 2021 року. Таким чином, Кот-д'Івуар, початковий господар турніру 2021 року, отримав право на проведення Кубка африканських націй 2023 року, а Гвінея, початковий господар турніру 2023 року, прийме Кубок африканських націй 2025 року.
30 січня 2019 року президент КАФ підтвердив зміни після зустрічі з президентом Кот-д'Івуару Алассаном Уаттарою в Абіджані, Кот-д'Івуар. 30 вересня 2022 року президент Конфедерації африканського футболу оголосив, що Гвінея позбавлена права приймати Кубок африканських націй 2025 року. 27 вересня 2023 року Марокко стало новим господарем турніру.

## Стадіони
| Місто      | Стадіон                        | Місткість |
| ---------- | ------------------------------ | --------- |
| Агадір     | Стадіон Агадір                 | 41,144    |
| Касабланка | Мохаммед V                     | 45,891    |
| Фес        | Стадіон Фес                    | 35,468    |
| Марракеш   | Стадіон Марракеш               | 41,245    |
| Рабат      | Стадіон принца Мулая Абделлаха | 69,500    |
| Рабат      | Аль-Барід                      | 18,000    |
| Рабат      | Мулай Хасан                    | 22,000    |
| Танжер     | Ібн Батута                     | 75,600    |

## Формат
У фінальній частині турніру 24 команди розподілено на 6 груп по 4 команди. Команди в групах проводять по одному матчу між собою. До наступного раунду виходять команди, що займуть перші 2 місця в групах, а також 4 команди з найкращими показниками з-поміж тих, що займуть треті місця у групах. Починаючи 3 1/8 фіналу турнір відбуватиметься за олімпійською системою.

## Жеребкування
16 грудня 2024 року КАФ оголосило про жеребкування турніру 27 січня 2025 року в Рабаті.
| Кошик 1                                                                                | Кошик 2                                                | Кошик 3                                                         | Кошик 4                                                               |
| -------------------------------------------------------------------------------------- | ------------------------------------------------------ | --------------------------------------------------------------- | --------------------------------------------------------------------- |
| Марокко (господар) · Сенегал · Єгипет · Алжир · Нігерія · Кот-д'Івуар (чинний чемпіон) | Камерун · Малі · Туніс · ПАР · ДР Конго · Буркіна-Фасо | Габон · Ангола · Замбія · Уганда · Екваторіальна Гвінея · Бенін | Мозамбік · Коморські Острови · Танзанія · Судан · Зімбабве · Ботсвана |

## Груповий етап

### Група A
| Поз | Команда           | І | В | Н | П | ГЗ | ГП | РГ | О | Кваліфікація              |
| --- | ----------------- | - | - | - | - | -- | -- | -- | - | ------------------------- |
| 1   | Марокко (H)       | 0 | 0 | 0 | 0 | 0  | 0  | 0  | 0 | Плей-оф                   |
| 2   | Малі              | 0 | 0 | 0 | 0 | 0  | 0  | 0  | 0 | Плей-оф                   |
| 3   | Замбія            | 0 | 0 | 0 | 0 | 0  | 0  | 0  | 0 | можливий вихід до плей-оф |
| 4   | Коморські Острови | 0 | 0 | 0 | 0 | 0  | 0  | 0  | 0 |                           |

| 21 грудня 2025 20:00 |

| Марокко | — | Коморські Острови |
| ------- | - | ----------------- |
|         |   |                   |

| Стадіон принца Мулая Абделлаха, Рабат |

| 22 грудня 2025 15:30 |

| Малі | — | Замбія |
| ---- | - | ------ |
|      |   |        |

| Мохаммед V, Касабланка |

| 26 грудня 2025 13:00 |

| Марокко | — | Малі |
| ------- | - | ---- |
|         |   |      |

| Стадіон принца Мулая Абделлаха, Рабат |

| 26 грудня 2025 15:30 |

| Замбія | — | Коморські Острови |
| ------ | - | ----------------- |
|        |   |                   |

| Мохаммед V, Касабланка |

| 29 грудня 2025 18:30 |

| Замбія | — | Марокко |
| ------ | - | ------- |
|        |   |         |

| Стадіон принца Мулая Абделлаха, Рабат |

| 29 грудня 2025 18:30 |

| Коморські Острови | — | Малі |
| ----------------- | - | ---- |
|                   |   |      |

| Мохаммед V, Касабланка |

### Група B
| Поз | Команда  | І | В | Н | П | ГЗ | ГП | РГ | О | Кваліфікація              |
| --- | -------- | - | - | - | - | -- | -- | -- | - | ------------------------- |
| 1   | Єгипет   | 0 | 0 | 0 | 0 | 0  | 0  | 0  | 0 | Плей-оф                   |
| 2   | ПАР      | 0 | 0 | 0 | 0 | 0  | 0  | 0  | 0 | Плей-оф                   |
| 3   | Ангола   | 0 | 0 | 0 | 0 | 0  | 0  | 0  | 0 | можливий вихід до плей-оф |
| 4   | Зімбабве | 0 | 0 | 0 | 0 | 0  | 0  | 0  | 0 |                           |

| 22 грудня 2025 18:00 |

| Єгипет | — | Зімбабве |
| ------ | - | -------- |
|        |   |          |

| Стадіон Агадір, Агадір |

| 22 грудня 2025 20:30 |

| Південна Африка | — | Ангола |
| --------------- | - | ------ |
|                 |   |        |

| Стадіон Марракеш, Марракеш |

| 26 грудня 2025 18:00 |

| Єгипет | — | Південна Африка |
| ------ | - | --------------- |
|        |   |                 |

| Стадіон Агадір, Агадір |

| 26 грудня 2025 20:30 |

| Ангола | — | Зімбабве |
| ------ | - | -------- |
|        |   |          |

| Стадіон Марракеш, Марракеш |

| 29 грудня 2025 20:30 |

| Ангола | — | Єгипет |
| ------ | - | ------ |
|        |   |        |

| Стадіон Агадір, Агадір |

| 29 грудня 2025 20:30 |

| Зімбабве | — | Південна Африка |
| -------- | - | --------------- |
|          |   |                 |

| Стадіон Марракеш, Марракеш |

### Група C
| Поз | Команда  | І | В | Н | П | ГЗ | ГП | РГ | О | Кваліфікація              |
| --- | -------- | - | - | - | - | -- | -- | -- | - | ------------------------- |
| 1   | Нігерія  | 0 | 0 | 0 | 0 | 0  | 0  | 0  | 0 | Плей-оф                   |
| 2   | Туніс    | 0 | 0 | 0 | 0 | 0  | 0  | 0  | 0 | Плей-оф                   |
| 3   | Уганда   | 0 | 0 | 0 | 0 | 0  | 0  | 0  | 0 | можливий вихід до плей-оф |
| 4   | Танзанія | 0 | 0 | 0 | 0 | 0  | 0  | 0  | 0 |                           |

| 23 грудня 2025 13:00 |

| Нігерія | — | Танзанія |
| ------- | - | -------- |
|         |   |          |

| Стадіон Фес, Фес |

| 23 грудня 2025 15:30 |

| Туніс | — | Уганда |
| ----- | - | ------ |
|       |   |        |

| Стадіон принца Мулая Абделлаха, Рабат |

| 27 грудня 2025 13:00 |

| Нігерія | — | Туніс |
| ------- | - | ----- |
|         |   |       |

| Стадіон Фес, Фес |

| 27 грудня 2025 15:30 |

| Уганда | — | Танзанія |
| ------ | - | -------- |
|        |   |          |

| Аль-Барід, Рабат |

| 30 грудня 2025 18:00 |

| Уганда | — | Нігерія |
| ------ | - | ------- |
|        |   |         |

| Стадіон Фес, Фес |

| 30 грудня 2025 18:00 |

| Танзанія | — | Туніс |
| -------- | - | ----- |
|          |   |       |

| Стадіон принца Мулая Абделлаха, Рабат |

### Група D
| Поз | Команда  | І | В | Н | П | ГЗ | ГП | РГ | О | Кваліфікація              |
| --- | -------- | - | - | - | - | -- | -- | -- | - | ------------------------- |
| 1   | Сенегал  | 0 | 0 | 0 | 0 | 0  | 0  | 0  | 0 | Плей-оф                   |
| 2   | ДР Конго | 0 | 0 | 0 | 0 | 0  | 0  | 0  | 0 | Плей-оф                   |
| 3   | Бенін    | 0 | 0 | 0 | 0 | 0  | 0  | 0  | 0 | можливий вихід до плей-оф |
| 4   | Ботсвана | 0 | 0 | 0 | 0 | 0  | 0  | 0  | 0 |                           |

| 23 грудня 2025 18:00 |

| Сенегал | — | Ботсвана |
| ------- | - | -------- |
|         |   |          |

| Ібн Батута, Танжер |

| 23 грудня 2025 20:30 |

| ДР Конго | — | Бенін |
| -------- | - | ----- |
|          |   |       |

| Аль-Барід, Рабат |

| 27 грудня 2025 18:00 |

| Сенегал | — | ДР Конго |
| ------- | - | -------- |
|         |   |          |

| Ібн Батута, Танжер |

| 27 грудня 2025 20:30 |

| Бенін | — | Ботсвана |
| ----- | - | -------- |
|       |   |          |

| Стадіон принца Мулая Абделлаха, Рабат |

| 30 грудня 2025 20:30 |

| Бенін | — | Сенегал |
| ----- | - | ------- |
|       |   |         |

| Ібн Батута, Танжер |

| 30 грудня 2025 20:30 |

| Ботсвана | — | ДР Конго |
| -------- | - | -------- |
|          |   |          |

| Аль-Барід, Рабат |

### Група E
| Поз | Команда              | І | В | Н | П | ГЗ | ГП | РГ | О | Кваліфікація              |
| --- | -------------------- | - | - | - | - | -- | -- | -- | - | ------------------------- |
| 1   | Алжир                | 0 | 0 | 0 | 0 | 0  | 0  | 0  | 0 | Плей-оф                   |
| 2   | Буркіна-Фасо         | 0 | 0 | 0 | 0 | 0  | 0  | 0  | 0 | Плей-оф                   |
| 3   | Екваторіальна Гвінея | 0 | 0 | 0 | 0 | 0  | 0  | 0  | 0 | можливий вихід до плей-оф |
| 4   | Судан                | 0 | 0 | 0 | 0 | 0  | 0  | 0  | 0 |                           |

| 24 грудня 2025 13:00 |

| Алжир | — | Судан |
| ----- | - | ----- |
|       |   |       |

| Мулай Хасан, Рабат |

| 24 грудня 2025 15:30 |

| Буркіна-Фасо | — | Екваторіальна Гвінея |
| ------------ | - | -------------------- |
|              |   |                      |

| Мохаммед V, Касабланка |

| 28 грудня 2025 13:00 |

| Алжир | — | Буркіна-Фасо |
| ----- | - | ------------ |
|       |   |              |

| Мулай Хасан, Рабат |

| 28 грудня 2025 15:30 |

| Екваторіальна Гвінея | — | Судан |
| -------------------- | - | ----- |
|                      |   |       |

| Мохаммед V, Касабланка |

| 31 грудня 2025 18:00 |

| Екваторіальна Гвінея | — | Алжир |
| -------------------- | - | ----- |
|                      |   |       |

| Мулай Хасан, Рабат |

| 31 грудня 2025 18:00 |

| Судан | — | Буркіна-Фасо |
| ----- | - | ------------ |
|       |   |              |

| Мохаммед V, Касабланка |

### Група F
| Поз | Команда     | І | В | Н | П | ГЗ | ГП | РГ | О | Кваліфікація              |
| --- | ----------- | - | - | - | - | -- | -- | -- | - | ------------------------- |
| 1   | Кот-д'Івуар | 0 | 0 | 0 | 0 | 0  | 0  | 0  | 0 | Плей-оф                   |
| 2   | Камерун     | 0 | 0 | 0 | 0 | 0  | 0  | 0  | 0 | Плей-оф                   |
| 3   | Габон       | 0 | 0 | 0 | 0 | 0  | 0  | 0  | 0 | можливий вихід до плей-оф |
| 4   | Мозамбік    | 0 | 0 | 0 | 0 | 0  | 0  | 0  | 0 |                           |

| 24 грудня 2025 18:00 |

| Кот-д'Івуар | — | Мозамбік |
| ----------- | - | -------- |
|             |   |          |

| Стадіон Марракеш, Марракеш |

| 24 грудня 2025 20:30 |

| Камерун | — | Габон |
| ------- | - | ----- |
|         |   |       |

| Стадіон Агадір, Агадір |

| 28 грудня 2025 18:00 |

| Кот-д'Івуар | — | Камерун |
| ----------- | - | ------- |
|             |   |         |

| Стадіон Марракеш, Марракеш |

| 28 грудня 2025 20:30 |

| Габон | — | Мозамбік |
| ----- | - | -------- |
|       |   |          |

| Стадіон Агадір, Агадір |

| 31 грудня 2025 20:30 |

| Габон | — | Кот-д'Івуар |
| ----- | - | ----------- |
|       |   |             |

| Стадіон Марракеш, Марракеш |

| 31 грудня 2025 20:30 |

| Мозамбік | — | Камерун |
| -------- | - | ------- |
|          |   |         |

| Стадіон Агадір, Агадір |